# Joseph Beam
Pour les articles homonymes, voir Beam.
Joseph Beam (né le 30 décembre 1954 à Philadelphie et mort le 28 décembre 1988) est un journaliste et militant afro-américain pour les droits LGBT. En 1986, il sort le livre In the Life : A Black Gay Anthology qui est la première anthologie sur la vie des gays noir.

## Biographie

### Enfance
Joseph Beam est né le 30 décembre 1954 à Philadelphie. Sa mère, Dorothy Beam, est une employée qui a suivi les cours du soir pour obtenir son diplôme d'études secondaire. Elle obtient un diplôme d'étude collégiales en éducation élémentaire ainsi qu'une maîtrise de l'Université Temple. Pendant 20 ans, elle travaille comme enseignantes et conseillère d'orientation. Son père Sun Beam travaille comme gardien de banque.
Joseph Beam est élevé dans la confession catholique. Il étudie dans plusieurs écoles paroissiales. Il est un enfant unique. Son enfance est décrite comme difficile et solitaire, il était souvent le seul élève afro-américain au cours de sa scolarité. Il est inspiré par les droits civiques et le mouvement Black Power. Il devient journaliste à l'université et fait de la programmation radio.

### Militantisme
Après ses études, Beam écrit des articles et des nouvelles pour plusieurs journaux et magazines gay dont Au Courant, Blackheart, Changing Men, Gay Community News, Philadelphia Gay News, The Advocate, New York Native, Body Politic et Windy City Times.
En 1985, il rejoint le comité exécutif de la National Coalition of Black Lesbians and Gays et dévient le rédacteur de leur magazine Black/Out.

### In The Life
Beam est l'auteur de la première anthologie sur les gays noirs. Il commence son travail en 1982 en collectant de la matière pour son anthologie. Pour ce livre, il interroge Essex Hemphill (en), Reginald Shepherd (en), Craig G. Harris et Samuel R. Delany. La littérature de Beam explore la vie aux États-Unis des gays noir pendant l'épidémie de sida.
Après la sortie de cette première anthologie, Joseph Beam poursuit son travail pour en publier une deuxième,. Après sa mort, c'est sa mère qui prendra le relais pour publier l'anthologie.

### Mort
Beam meurt en 1988 d'une maladie liée aux complications du syndrome d'immunodéficience acquise (sida).

## Héritage
Après le décès de Beam, sa mère s'engage dans la finalisation de la deuxième anthologie que préparait son fils. Elle est publiée en 1991 sous le titre  Brother to Brother: New Writings by Black Gay Men. Dorothy Beam fait don en 1992 des écrits de son fils au Arthur Schomburg Center for Research in Black Culture de New York.